# Champniers (Vienne)
Champniers è un comune francese di 367 abitanti situato nel dipartimento della Vienne nella regione della Nuova Aquitania.

## Società

### Evoluzione demografica
Abitanti censiti